# Єгорова Людмила Іванівна
Людмила Іванівна Єгорова (нар. 23 червня 1939) — радянська та російська театральна та кіноактриса.

## Життєпис
Народилася 23 червня 1939 року.
В лихоліття війни перебувала з матір'ю в блокадному Ленінграді. Повноцінно закінчити початкову школу змогла лише по перемозі.
1959 року вступила до театрального училища.
Грала жінок, потріпаних життям — неньок трагічної долі малих населених пунктів. Глядачеві запам'яталася за декількома історичними працями.

## Фільмографія
| Рік       |   | Українська назва                     | Оригінальна назва | Роль         |
| --------- | - | ------------------------------------ | ----------------- | ------------ |
| 1956      | ф | Солдати                              |                   |              |
| 1959—1961 | с | Піднята целина                       |                   |              |
| 1960      | ф | Леон Гаррос шукає друга              |                   |              |
| 1964      | ф | Потяг милосердя                      |                   |              |
| 1976      | ф |                                      | Сладкая женщина   |              |
| 1977      | ф | Друга спроба Віктора Крохіна         |                   |              |
| 1978      | ф | Сіль землі                           |                   |              |
| 1985      | ф | Прийдешньому віку                    |                   |              |
| 1987      | ф | Дзеркало для героя                   |                   |              |
| 1992      | ф | Скупий                               |                   | фільм-новела |
| 2000      | ф | Весілля                              |                   |              |
| 2001—2004 | с | Чорний ворон                         |                   |              |
| 2003      | ф | Я все постановлю сама-2. Голос серця |                   |              |
| 2004      | ф | Ментівські війни-1                   |                   |              |
| 2004      | ф | Російське                            |                   |              |
| 2004      | ф | Вулиці розбитих ліхтарів-6           |                   |              |
| 2006      | ф | Захист Красіна                       |                   |              |
| 2006      | ф | Розклад фатумів                      |                   |              |
| 2007      | ф | Варенька                             |                   |              |
| 2007      | ф | Вантаж-200                           |                   |              |
| 2007      | ф | Опера-3. Хроніки убивчого відділу    |                   |              |
| 2008      | ф | Монахов, який відлітає               |                   |              |
| 2010      | ф | Лікар                                |                   |              |
| 2010      | ф | Дорожній патруль-4                   |                   |              |
| 2012      | ф | Вулиці розбитих ліхтарів-12          |                   |              |
| 2016      | ф | Таємниці розслідування-16            |                   |              |
| 2017      | ф | Лабіринти                            |                   |              |
| 2018      | ф | Чудова п'ятірка                      |                   |              |
| 2019      | ф | Міцні горішки                        |                   |              |
| 2019      | ф | Покрик тиші                          |                   |              |